# Bårsjöns naturreservat

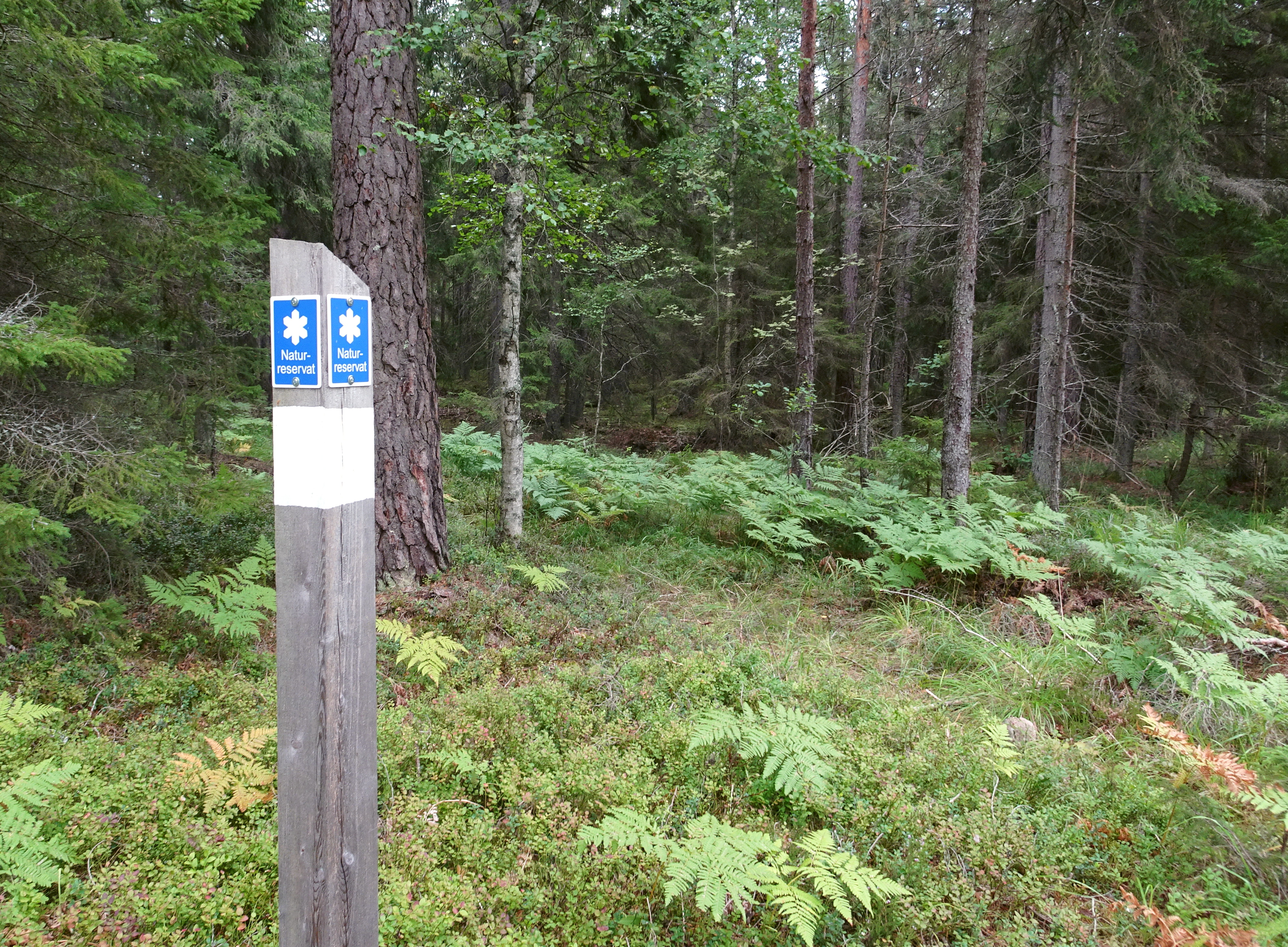

Bårsjöns naturreservat är ett naturreservat i Södertälje kommun och Nykvarns kommun i Stockholms län. Området är även ett Natura 2000-område. Reservatet är 71 hektar stort, varav 7 ha vatten. Reservatet bildades år 2004. Den södra delen ligger i Nykvarns kommun medan den norra ligger i Södertälje kommun. Båda delar är ungefär lika stora.

## Beskrivning
Mitt i reservatet ligger sjön Bårsjön, som är omgiven av myrmark. I Naturvårdsverkets Myrskyddsplan för Sverige från 1994, omnämns Bårsjön som ett av landets mest värdefulla myrområden. Området blev ett Natura 2000-område tack vare förekomsten av mossarten platt spretmossa, dystrofa sjöar och småvatten, lövsumpskogar av fennoskandisk typ, samt öppna svagt välvda mossar, fattiga och intermediära kärr och gungflyn. 

## Syftet
Enligt Länsstyrelsen är syftet med reservatet bland annat "att bevara ett mångformigt våtmarksområde med öppna fattigkärr och medelrikkärr samt artrika blandsumpskogar med kalkpåverkad flora".

## Bilder

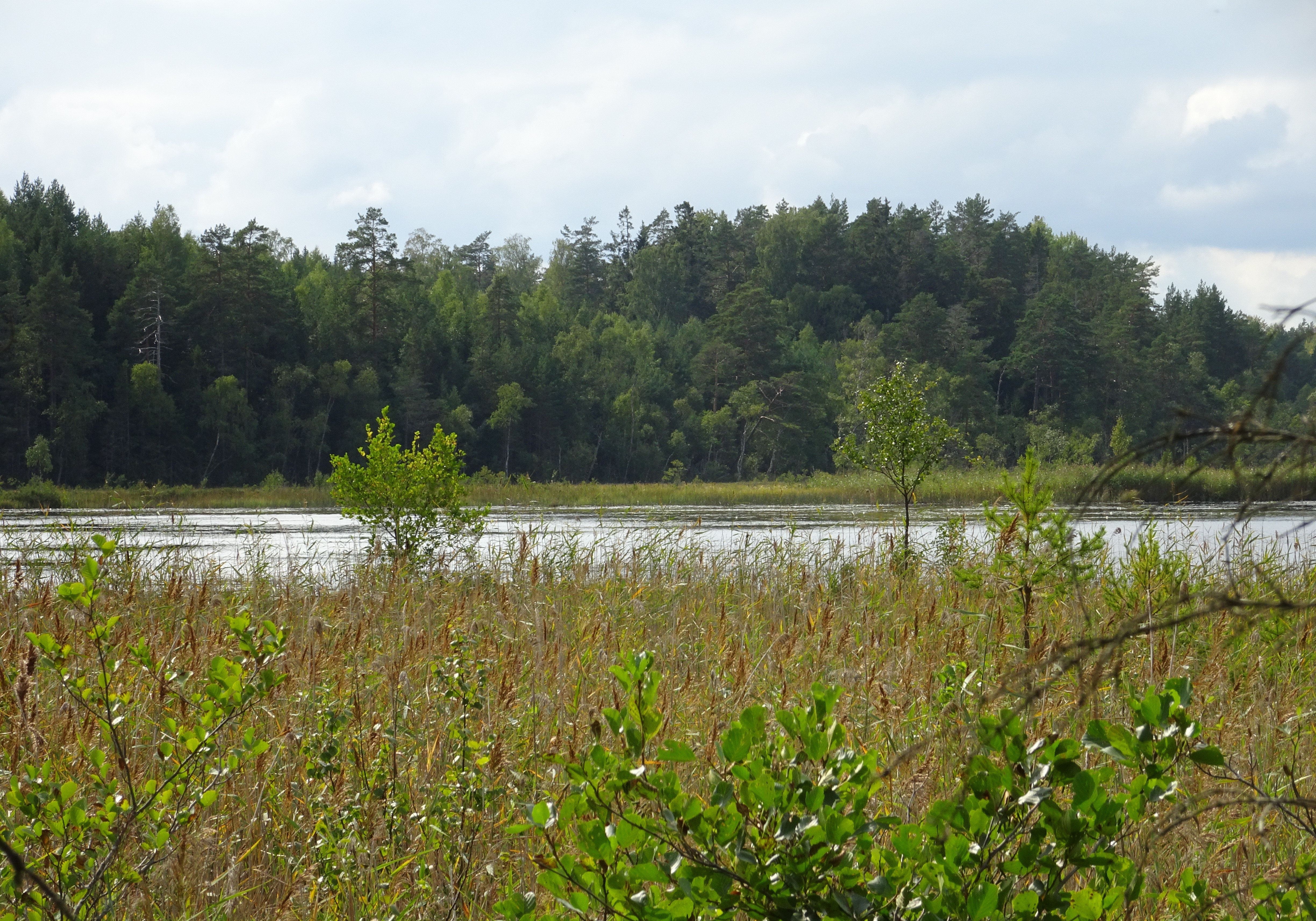
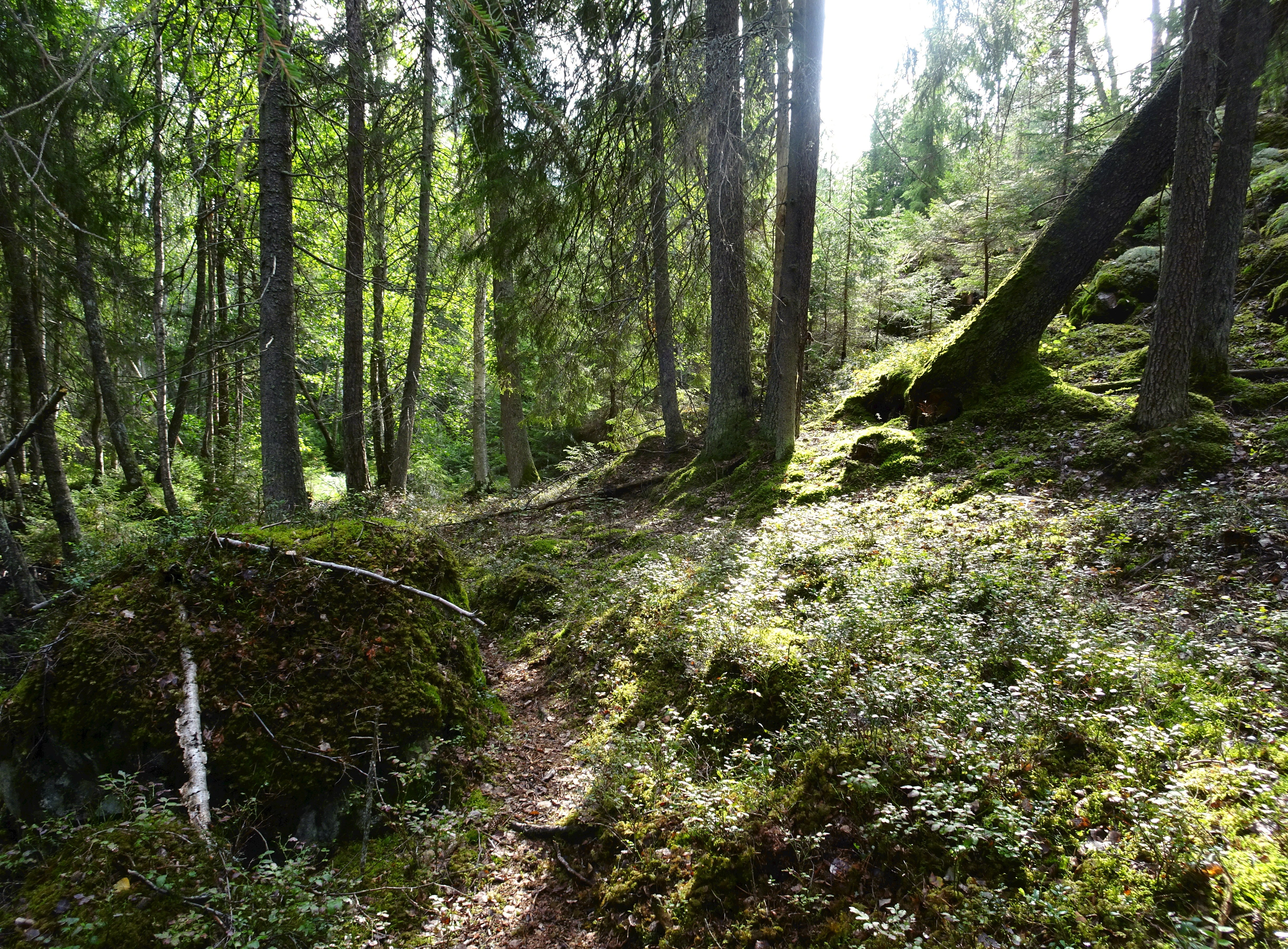
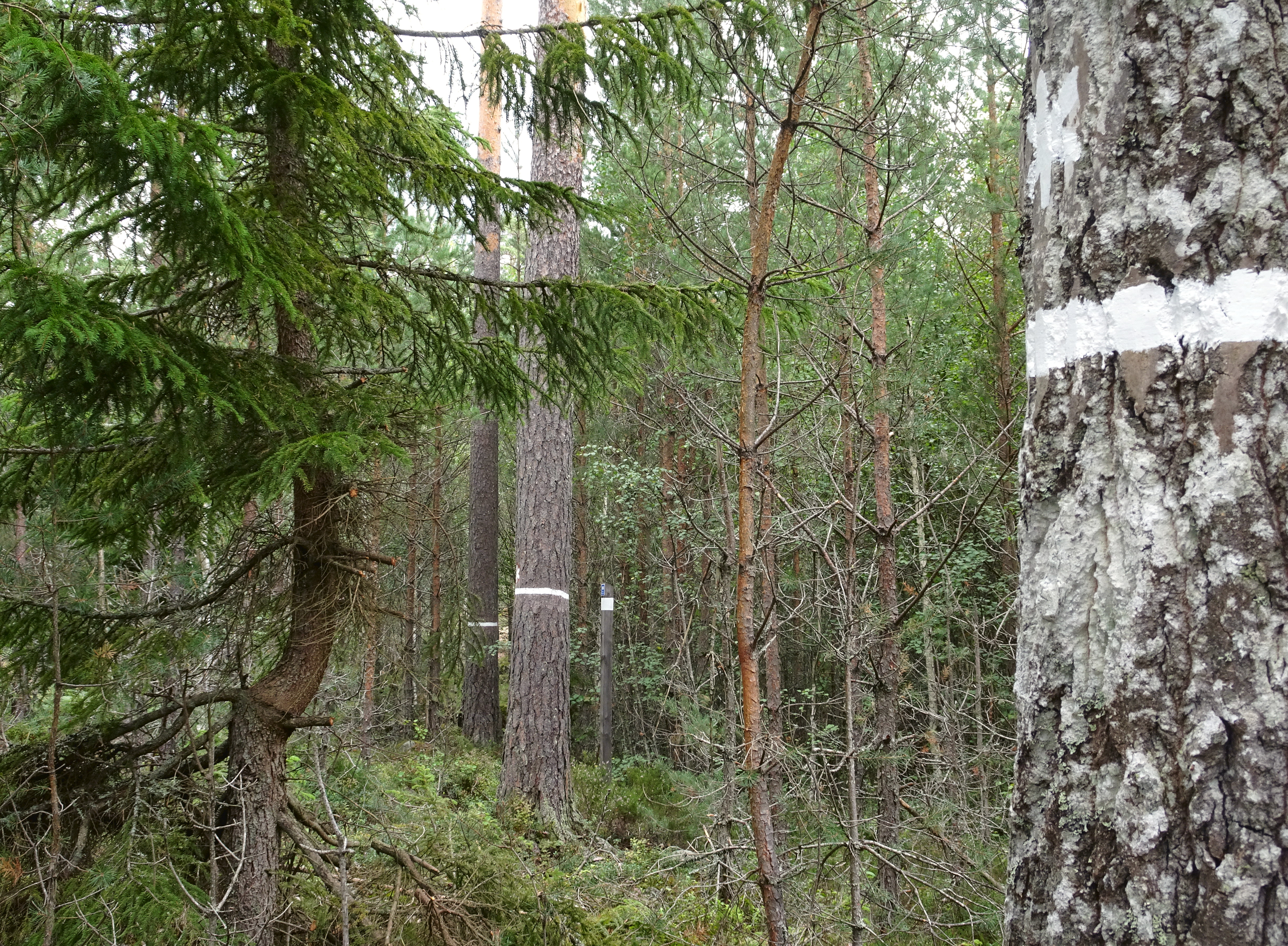